# Leigh Hunt

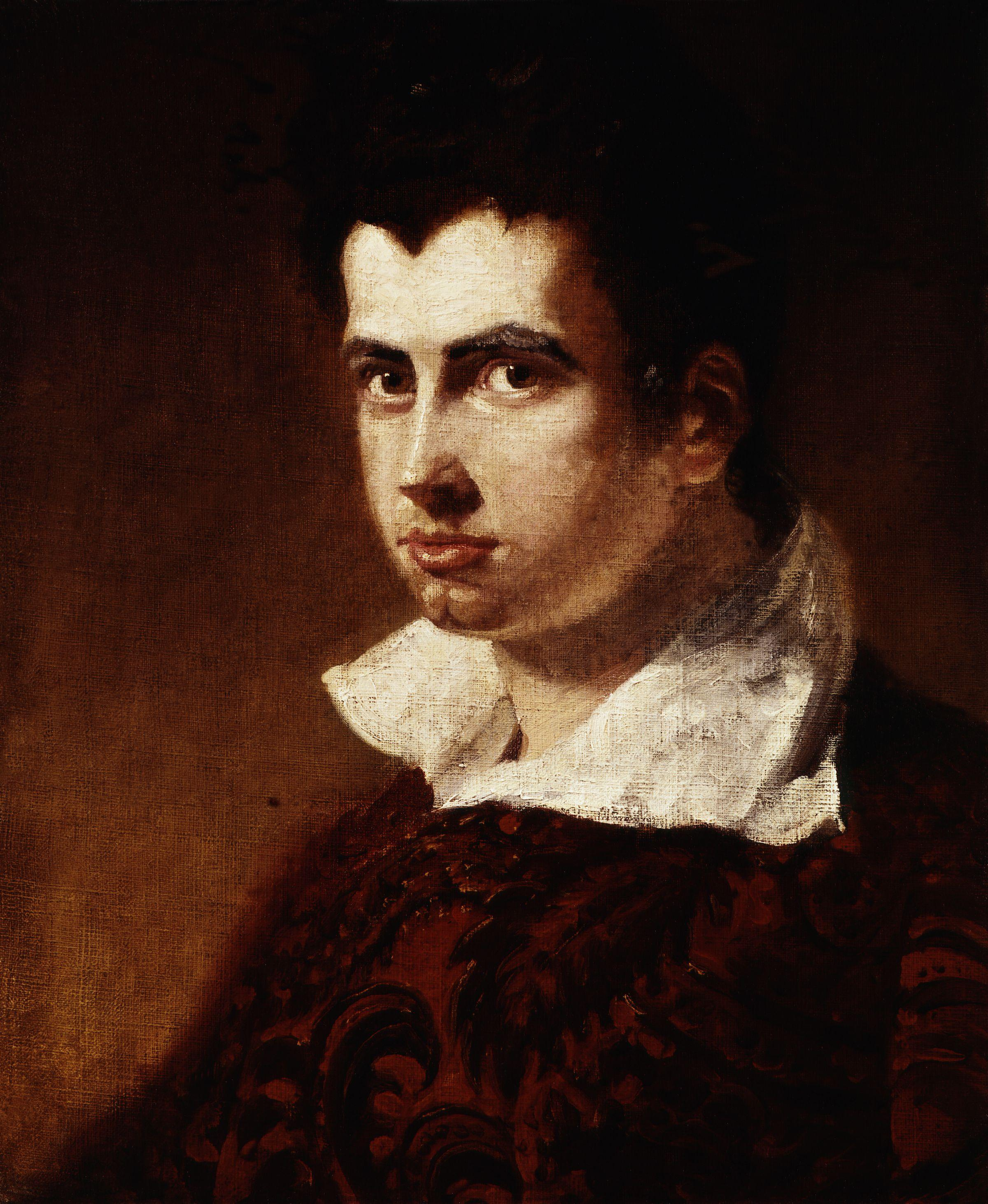

James Henry Leigh Hunt (19 de octubre de 1784-28 de agosto de 1859) fue un crítico, ensayista, poeta y escritor inglés.

## Biografía

### Primeros años
Leigh Hunt nació en Southgate, Londres, Middlesex, en donde sus padres se habían establecido luego de abandonar Estados Unidos. Su padre, un abogado de Filadelfia, y su madre, la hija de un mercader y una cuáquera devota, se habían visto obligados a mudarse a Inglaterra debido a su postura durante la Guerra de la Independencia Americana. El padre de Hunt se convirtió en sacerdote, pero no consiguió una vivienda permanente. Luego fue contratado por James Brydges, tercer duque de Chandos, como tutor para su sobrino, James Henry Leigh, quien inspiró el nombre de Leigh Hunt.

### Educación
Leigh Hunt asistió a la Christ's Hospital, un periodo que detalló en su autobiografía. Cuando era niño, admiraba a Thomas Gray y al poeta William Collins, escribiendo varios versos en imitación a ellos. Un problema del habla, más tarde curado, le impidió asistir a la universidad. "Un tiempo después de que terminé la escuela", dijo, "no hice nada más que visitar a mis compañeros de clase, sentarme a leer y escribir poesías". Sus poemas fueron publicados en 1801 bajó el título de Juvenilia, y lo presentó a la sociedad literaria y dramática. Comenzó a escribir para periódicos, y en 1807 publicó un volumen de críticas a obras de teatro, y una serie de Historias clásicas, con ensayos críticos hacia los autores.

### Periódicos

#### ElExaminador
En 1808 dejó la Oficina de Guerra, en donde había estado trabajando como oficinista, para comenzar a ser editor del Examinador, un periódico fundado por su hermano, John. El diario pronto adquirió una reputación como independiente políticamente; atacaría cualquier blanco justo, "por un principio de gusto", como expresó John Keats. En 1813, un ataque al príncipe de Inglaterra resultó en una persecución y una sentencia a dos años de cárcel para cada uno de los hermanos: Leigh Hunt fue recluido en Surrey. Los visitantes de Leigh Hunt en prisión incluyeron a Lord Byron, John Moore, lord Brougham y otros, cuya amistad influenció su carrera posterior. El estoicismo en el cual Leigh Hunt vivió su encarcelamiento atrajo atención y compasión general.

#### ElReflector
En 1810-1811 editó una revista cuatrimestral, el Reflector, para su hermano John. Escribió "The Feast of the Poets" para este periódico, una sátira que ofendió a varios poetas contemporáneos, particularmente William Gifford del Quarterly. Los ensayos fueron publicados con el título de Mesa Redonda (2 volúmenes, 1816-1817), junto con William Hazlitt, aparecieron en el Examinador.

### Poesía
En 1816 ingresó en la historia de la literatura inglesa con la publicación de Story of Rimini. La preferencia de Hunt era decididamente hacia el estilo de Chaucer, adaptado al inglés moderno por John Dryden, en contraste con el estilo de Alexander Pope que lo había reemplazado. El poema es una narrativa optimista que se conduce en forma opuesta a la naturaleza trágica del ámbito. La frivolidad y familiaridad de Hunt, a menudo conducida hacia lo ridículo, subsecuentemente lo convirtió en el blanco de parodias.
En 1818 fue publicada una colección de poemas titulada Foliage, seguida en 1819 por Hero and Leander, y Bacchies and Ariadne. El mismo año reimprimió las dos obras junto con The Story of Rimini y The Descent of Liberty con el título Poetical Works, y comenzó el Indicador, en el cual aparecieron varios de sus mejores trabajos. Tanto Keats como Shelley pertenecieron a su círculo en Hampstead, el cual también incluyó a William Hazlitt, Charles Lamb, Bryan Procter, Benjamin Haydon, Charles Cowden Clarke, C. W. Dilke, Walter Coulson y John Hamilton Reynolds.

## Amistad con Keats y Shelley
Hunt estuvo casado por unos años con Marianne Kent. Sus romances propios no están claros, y sólo la generosidad de Shelley lo salvó de la ruina. Como recompensa ayudó a Shelley durante sus complicaciones domésticas, y lo defendió en el Examinador. Presentó a Keats y a Shelley y escribió un agradecimiento muy generoso por su parte en el Indicador. Keats parece, sin embargo, haber sentido que el ejemplo de Hunt como poeta había sido en ciertos aspectos perjudicial para él.
Luego de la partida de Shelley hacia Italia en 1818, Leigh Hunt se vio aún en más dificultades económicos, y los prospectos de la reforma política fueron menos satisfactorios. Tanto su salud como la de su esposa eran pobres, y se vio obligado a dejar de publicar el Indicador (1819-1821), ya que, según él, "por poco había muerto durante los últimos números". Shelley le sugirió a Hunt que fuese a Italia con él y Byron a establecer una revista cuatrimestral, en la cual las opiniones liberales pudiesen ser abogadas con mayor libertad que la posible en Inglaterra. Finalmente, la revista, The Liberal fue publicada, dependiendo casi totalmente de las colaboraciones de Byron. Las razones por las que éste aceptó parecen haber sido las de tener influencia sobre el Examinador, y se vio mortificado al enterarse de que Hunt ya no estaba interesado en dicha publicación. Leigh Hunt abandonó Inglaterra y se mudó a Italia en noviembre de 1821, pero las tormentas, las enfermedades y los accidentes retrasaron su llegada hasta el 1 de julio de 1822, en una travesía que Thomas Love Peacock comparó con las de Ulises.
La trágica muerte de Shelley, ocurrida pocas semanas después, destruyó toda posibilidad de éxito para The Liberal. Hunt pasó a estar bajo la dependencia de Byron, quien no apoyaba la idea de ser el patrón de la gran y problemática familia de Hunt. Los amigos de Byron también despreciaron a Hunt. The Liberal tuvo unos números más, con contribuciones no menos memorables que "Vision of Judgment" de Byron y las traducciones de Shelley de Fausto; pero en 1823 Byron partió a Grecia, dejando a Hunt en Génova a cuenta suya. El clima y el ritmo de vida en Italia, sin embargo, eran según el gusto de Hunt, por lo que residió allí hasta 1825, produciendo en aquellos años Ultra-Crepidarius: a Satire on William Gifford (1823), y su traducción de 1825 de la obra de Francesco Redi Bacco in Toscana.
En 1825 una litigación con su hermano lo obligó a regresar a Inglaterra, y en 1828 publicó Lord Byron and some of his Contemporaries, una obra que idealizó el retrato de Byron. El público se vio sorprendido al ver que Hunt, quien había sido socorrido por Byron, hubiese "mordido la mano que lo alimenta" mediante este medio. Hunt especialmente se molestó por la fulminante sátira de Moore. Durante varios años a partir de esta época, la historia de la vida de Hunt se ve como una lucha constante con la pobreza y la enfermedad. Conseguía trabajos, pero sus intentos acababan fallando. Dos iniciativas para escribir periódicos, el Tatler (1830-1832), un diario dedicado a críticas literarias y dramáticas, y el London Journal (1834-1835), se vieron discontinuados por escasez de suscriptores, aunque el último contuvo sus mejores obras. Su publicación del Monthly Repository, en el cual sucedió a William Johnson Fox, tampoco tuvo éxito. Las circunstancias que la habían otorgado prensa al Examinador ya no existían, ya que la personalidad de Hunt era reprobada por el lector en general.
En 1832 se publicó una colección de sus poemas, cuyos compradores fueron varios de sus opositores. El mismo año se imprimió para circulación privada Christianism, y más tarde The Religion of the Heart. Una copia enviada a Thomas Carlyle le dio su amistad, y Hunt comenzó a ser su vecino en Cheyne Row en 1833. Sir Ralph Esher, un romance del periodo de Carlos II, tuvo éxito, y Captain Sword and Captain Pen (1835), un enérgico contraste entre las victorias de la paz y las victorias de la guerra, merecen ser incluidos entre sus mejores poemas. En 1840 su situación mejoró por una exitosa representación en Covent Garden de su obra Legend of Florence. Lover's Amazements, una comedia, fue representada varias veces, e impresa en el Journal de Leigh Hunt; otras obras permanecieron como manuscritos. En 1840 escribió críticas positivas hacia las obras de Sheridan y hacia la edición de Edward Moxon de las obras de William Wycherley, William Congreve, John Vanbrugh y George Farquhar. El poema narrativo The Palfrey fue publicado en 1842.

## Dificultades financieras
La época de las mayores dificultades financieras de Hunt fue entre 1834 y 1840. Fueron tiempos de extrema pobreza, y su angustia se vio agravada por las complicaciones domésticas. Bajo la recomendación de Macaulay comenzó a escribir para el Edinburgh Review. En 1844 Mary Shelley y su hijo, Percy Florence, al obtener la finca familiar, le otorgaron una anualidad de £120; y en 1847 John Russell le procuró una pensión de £200. Viviendo con comodidad, Hunt publicó los libros Imagination and Fancy (1844), y Wit and Humour (1846), dos volúmenes de selecciones de poetas ingleses, las cuales sacaron a la luz sus gustos críticos, considerados refinados y selectivos. Su libro de la poesía pastoral de Sicilia, A Jar of Honey from Mount Hybla (1848), también fue exitoso. The Town (2 vols., 1848) y Men, Women and Books (2 vols., 1847) fueron realizados parcialmente con material ya escrito. The Old Court Suburb (2 vols., 1855; ed. A Dobson, 2002) es un bosquejo de Kensington, en donde vivió durante mucho tiempo. En 1850 publicó su Autobiografía (3 vols.), un retrato algo ingenuo, pero preciso. A Book for a Corner (2 vols.) fue publicado en 1849, y su Table Talk apareció en 1851. En 1855 sus poemas narrativos, originales y traducciones, fueron publicados bajo el título Stories in Verse. Leigh Hunt falleció en Putney el 28 de agosto de 1859.
Cuando se sugirió que Hunt era la inspiración de Harold Skimpole en Bleak House, Charles Dickens negó cualquier similitud. Hunt era, según él, "la personificación de la verdad y el honor".

## Obras selectas
- Amyntas, A Tale of the Woods (1820), traducción de Tasso's Aminta
- The Seer, or Common-Places refreshed (2 pts., 1840-1841)
- Tres de las Canterbury Tales en The Poems of Geoffrey Chaucer (1841)
- Stories from the Italian Poets (1846)
- One Hundred Romances of Real Life (1843)
- Selecciones de Beaumont y Fletcher (1855)
- Con S Adams Lee, The Book of the Sonnet (Boston, 1867).